# رادوسلاف كوفاتش

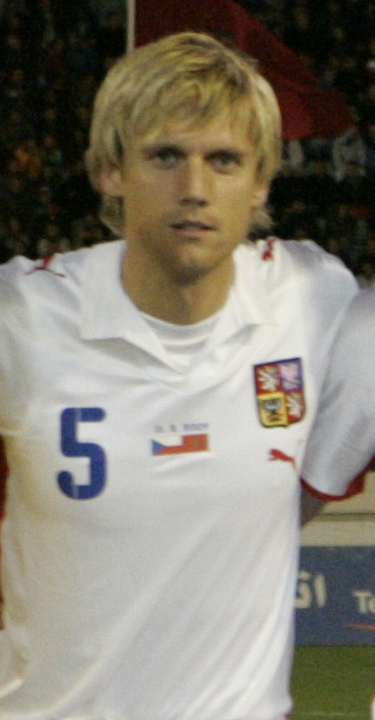
رادوسلاف كوفاتش
(التشيكية والسلوفاكية: Radoslav Kováč)
(المجرية: Radoszláv Kovács)

رادوسلاف كوفاتش (بالتشيكية: Radoslav Kováč)‏، من مواليد 27 نوفمبر 1979 في شومبيرك قرب أولوموتس في تشيكوسلوفاكيا، لاعب كرة قدم تشيكي من أصل سلوفاكي مجري.
بدأ مسيرته الكروية مع نادي سيغما أولوموتس في عام 1997، ولعب معهم حتى عام 2003، وشارك معهم في 127 مباراة وسجل 3 أهداف، وفي عام 2003 انتقل إلى نادي سبارتا براغ، ولعب معهم حتى عام 2005، وشارك معهم في 46 مباراة وسجل 3 أهداف، ومنذ عام 2005 وهو يلعب مع نادي سبارتاك موسكو الروسي حتى انتقاله إلى أندية وست هام يونايتد الإنكليزي وبازل السويسري وسلوفان ليبيريتس التشيكي ويلعب حالياً في موسم 2014-2015 مع ناديه الجديد سبارتا براغ التشيكي.
بدأ باللعب مع منتخب التشيك لكرة القدم في عام 2004، وهو يلعب معهم حتى اعتزاله العب دولياً في 2009.

## مسيرته الكروية
لعب رادوسلاف كوفاتش خلال مسيرته الاحترافية مع 6 أندية في واحد وعشرون موسمًا وسجل خلالها 20 هدف ضمن 405 مباراة. حيث فاز في موسمين بالكأس وفي ثلاثة مواسم بالدوري.
خاض رادوسلاف كوفاتش مسيرته مع نادي سيغما أولوموتس في موسم 1997–98 ليلعب معه ستة مواسم، مشاركًا في 127 مباراة سجل خلالها 3 أهداف. ثم انتقل إلى نادي سبارتا براغ في موسم 2003–04 في المرة الأولى ولمدة موسمين ثم في موسم 2014–15 ولمدة موسمين، حيث شارك طوالها في 67 مباراة سجل خلالها 3 أهداف أيضًا. لينتقل بعدها إلى نادي سبارتاك موسكو في موسم 2005 ليلعب معه أربعة مواسم، مشاركًا في 101 مباراة سجل خلالها 9 أهداف. ثم انتقل إلى نادي وست هام يونايتد في موسم 2008–09 واستمر معه طيلة ثلاثة مواسم، مشاركًا في 53 مباراة سجل خلالها 3 أهداف. هذا وانتقل لاحقًا إلى نادي بازل في موسم 2011–12 ولمدة موسمين، مشاركًا في 20 مباراة سجل خلالها هدفًا واحدًا. ثم انتقل بعدها إلى نادي سلوفان ليبيريتس في موسم 2012–13 ولمدة موسمين، مشاركًا في 37 مباراة سجل خلالها هدفًا واحدًا أيضًا.

## روابط خارجية
- رادوسلاف كوفاتش على موقع الاتحاد الدولي (مؤرشف)  (الإنجليزية)
- رادوسلاف كوفاتش على موقع الاتحاد الأوربي (الإنجليزية)
- رادوسلاف كوفاتش على موقع الاتحاد التشيكي (الإنجليزية)
- رادوسلاف كوفاتش على موقع قاعدة بيانات كرة القدم.إي يو (الإنجليزية)
- رادوسلاف كوفاتش على موقع ناشيونال فوتبول تيمز (الإنجليزية)
- رادوسلاف كوفاتش على موقع Soccerbase.com (لاعب) (الإنجليزية)
- رادوسلاف كوفاتش على موقع Soccerway.com (الإنجليزية)
- رادوسلاف كوفاتش على موقع عالم كرة القدم.نت (الإنجليزية)
- رادوسلاف كوفاتش على موقع كووورة
- رادوسلاف كوفاتش على موقع أوليمبيديا (الإنجليزية)